# Church Island (Valentia Harbour)
Church Island (irisch: Oileán an Teampaill) ist eine Insel im Valentia Harbour im County Kerry in Irland. 
Auf der neben Beginish Island gelegenen Insel stand früher ein Kloster, über dessen Geschichte nichts bekannt ist. Es gehörte zur frühesten Form irischer Klöster mit hölzernem Oratorium und einer Rundhütte. Später wurde ein rechteckiges Oratorium aus Stein in Trockenmauerwerk-Technik errichtet, vergleichbar dem berühmten Gallarus Oratory. 
Auch die Rundhütte und ein weiterer rechteckiger Bau wurden aus Stein mit einem Strohdach errichtet. In späterer Zeit wurde der gesamte Komplex von einem Peribolos eingefasst. Ein Kreuzstein mit einer Ogam-Inschrift wurde bei der Ausgrabung gefunden. Die Kirche soll aus dem Jahre 750 n. Chr. oder aus späterer Zeit stammen.